# Nicolae Rotaru
Nicolae Rotaru, född 16 juli 1935 i Bukarest, död 2009, var en rumänsk sportskytt.
Han tävlade i olympiska spelen 1960, 1964, 1968, 1972 samt 1976. Han blev olympisk bronsmedaljör i gevär vid sommarspelen 1972 i München.